# Gmina Nowa Słupia
Die Gmina Nowa Słupia (bis 1954 Gmina Słupia Nowa) ist eine Stadt-und-Land-Gemeinde im Powiat Kielecki der Woiwodschaft Heiligkreuz in Polen. Ihr Sitz ist die gleichnamige Stadt mit etwa 1350 Einwohnern.
Zum 1. Januar 2019 wurde Nowa Słupia wieder zur Stadt erhoben und die Gemeinde erhielt ihren heutigen Status.

## Gliederung
Zur Stadt-und-Land-Gemeinde (gmina miejsko-wiejska) Nowa Słupia gehören die Stadt selbst und eine Anzahl Dörfer mit Schulzenämtern.
Nowa Słupia
Bartoszowiny
Baszowice
Cząstków
Dębniak
Dębno
Hucisko
Jeleniów
Jeziorko
Milanowska Wólka
Mirocice
Paprocice
Pokrzywianka
Rudki
Serwis
Skały
Sosnówka
Stara Słupia
Trzcianka
Włochy
Weitere Orte der Gemeinde sind Bielów und Łazy.